# Antonio de Bastero y Lledó
Antonio de Bastero y Lledó  (Barcelona, 1675 - Gerona, 1737) fue eclesiástico, jurista y filólogo, y hermano de Baltasar de Bastero, obispo de Gerona entre 1728 y 1745. Es considerado uno de los precursores del discurso sociolingüístico catalán.
Los Bastero son una familia noble de Barcelona, su apellido es de origen italiano. Fue justamente Pere Antoni de Bastero, padre del filólogo, el iniciador de la rama barcelonina de la familia y quien consiguió el título de caballero "per los serveys y adhesió al rey d'Espanya mostrats" (por los servicios y adhesión al rey de España mostrados). Antoni de Bastero tenía 13 años cuando murió su padre. 
Antoni de Bastero siguió la carrera de eclesiástico y destacó rápidamente en los estudios eclesiásticos como en los jurídicos. Fue canónigo y propietario de la Sacristía Mayor de la catedral de Gerona y examinador sinodal de la diócesis. El año 1694, cuando solo tenía 19 años, su familia pudo comprarle la coadjutoría en la sacristía mayor de la Sede de Gerona, aún que por una anotación suya en el Llibre mestre de la sagristia de la catedral sabemos que no pudo poseerlo hasta el 1697, a causa de los incidentes que comportaron las invasiones francesas de aquellos años. 
Se trasladó a Roma en 1710 para defender un pleito que afectaba la Pia Almoina del Pan de Gerona y residió allí cerca de quince años.

## Obra
Debido a su filiación austracista y a su amistad con Joan Torres Oliva, la finalización de la guerra de Sucesión le acarreó el secuestro de las rentas de su cargo y el impedimento de retornar a España. 
La estadía forzosa del canónigo Bastero en Roma tuvo un efecto altamente beneficioso para la historia de la filología catalana. Durante el exilio romano se aficionó a la investigación filológica, en el entorno de la antigua poesía provenzal. En alguna ocasión consideró su obra como el "resultat de "mon estudi, o millor dir lo passatemps que he fet entre estas llibrerias de Itàlia per divertir la melancolia en què me tenia constituït la emulació y desgràcia" ("el resultado de "mi estudio, o mejor dicho el pasatiempos que he tenido entre estas librerías de Italia para divertir la melancolía en la que me tenia constituida la emulación y la desgracia"). Su formación filológica, lingüística y literaria fue básicamente autodidacta. Asimismo, su actividad filológica le sirvió para relacionarse con algunos eruditos italianos, eclesiásticos como él la mayor parte, y especialmente con los asiduos de la academia Arcadia fundada en Roma algunos años antes.
Estudió códices trobadorescos guardados en varias bibliotecas italianas, y compuso una magna obra titulada Crusca provenzale, ovvero le voci, frasi, forme e maniere di dire che la gentilissima e celebre lingua toscana a preso dalla provenzale, de la cual solo se llegó a publicar el primer volumen, en Venecia, el 1724. Esta obra, que pretende hacer un inventario de los autores antiguos catalanes y occitanos y de todos los "provenzalismo" del italiano literario, le valió el ingreso a l'Academia Arcadia de Roma, con el nombre d'Iperide Bacchico. Algunas de las ideas lingüísticas que había propugnado en La Crusca Provenzale -que contiene un catálogo de poetas provencales, con inclusión de los catalanes- como por ejemplo la idea de que no sólo el catalán sino también el francés, el castellano y el italiano derivaban del lemosín, influenció en unos autores tan destacados en el Principado de Cataluña como Ignasi Ferreres, autor de l'Apologia de l'idioma català, y el fraile Agustí Eura (1680-1763), autor de la Controvèrsia sobre la perfecció de l'idioma català. La influencia de Antonio de Bastero también es patente en el mallorquín Bonaventura Serra (1728-1784), el cual consideró en su apología de la lengua limosina que "[la lengua catalana en las Islas Baleares] se ha conservado mucho más pura que en otras partes". Serra todavía adujo "su antigüedad, abundancia y aptitud para hablar las demás lenguas" para justificar su superioridad sobre el castellano.  
Las otras obras producidas por Antoni Bastero y Lledó durante su estancia en Roma son una ortografía comparada del provenzal y el italiano, y una lista de palabras provenzales prestadas a los trovadores por los antiguos escritores toscanos. Dejó, también, unos cuarenta volúmenes manuscritos (algunos, con copias de obras de trovadores, cuatro llamados Zibaldoni, con extractos de escritores catalanes, castellanos, franceses, latinos e italianos), una gramática catalana, y una Controvèrisia sobre la perfecció de l’idioma català (Controvèrsia sobre la perfección del idioma catalán), en gran parte editada por Josep M. de Casacuberta. Es autor también de una Gramàtica italiana per a ús dels catalans (Gramática italiana para uso de los catalanes), inédita, de una gramática francesa perdida i de una Història de la llengua catalana (Història de la lengua catalana), inacabada.  
De vuelta a Cataluña, fue miembro de la Academia de Barcelona, más tarde llamada "Academia  de Buenas Letras". Es autor también de una  Gramática italiana para uso de los catalanes, inédita, de una gramática francesa perdida y de una  Historia de la lengua catalana , inacabada. Para él, como para la mayoría de los intelectuales de su tiempo, la lengua catalana, llamada también a veces "lengua romana", era la misma lengua que la de los trovadores medievales y que la de los autores occitanos modernos. Su interés por la lengua catalana fue más allá de la pura erudición libresca y lo llevó a recoger algunas muestras lingüísticas de diferentes lugares del territorio, algo muy poco usual en su época, de las que se han conservado algunas notas.
#ViquiLlengua7x7